# Joseph McBride

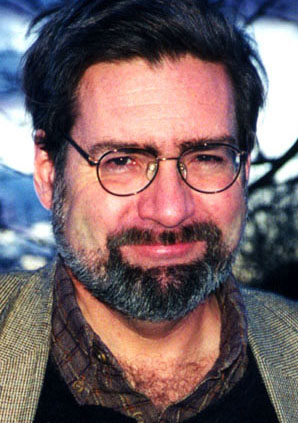
Joseph McBride

Joseph McBride (* 9. August 1947 in Milwaukee, Wisconsin) ist ein US-amerikanischer Filmhistoriker und Autor. McBride schrieb unter anderem Biografien von Filmschaffenden wie Orson Welles, John Ford und Steven Spielberg.

## Leben
Joseph McBride wurde 1947 in Milwaukee als Sohn der Journalisten Raymond E. McBride und Marian Dunne McBride geboren. Er besuchte bis 1965 die Marquette University High School in Milwaukee. Mit einem Stipendium des National Merit Scholarship Program begann er sein Studium an der University of Wisconsin–Madison, das er 1967 abbrach. Später studierte er an der San Francisco State University.
McBride begann bereits als Kind mit dem Schreiben. Er schrieb für Schülerzeitungen und andere Publikationen und verfasste zwischen 1963 und 1966 sein erstes Buch, The Language of Baseball, das er allerdings nicht veröffentlichte. Im College wurde sein Interesse am Film geweckt. Von 1966 bis 1969 war er Präsident der Wisconsin Film Society. Ab 1967 schrieb er Artikel und Filmkritiken für Publikationen wie Film Heritage, Sight & Sound, Life, Rolling Stone, Film Comment, Film Quarterly und das Milwaukee Journal. Von 1969 bis 1973 war McBride als Reporter für das Wisconsin State Journal tätig. Dann ging er nach Kalifornien, wo er zunächst für die Riverside Press und Daily Enterprise schrieb. Danach schrieb McBride bis 1977 Artikel und Kritiken für Daily Variety in Hollywood und Variety in New York City.
Parallel entstanden erste Drehbücher für Film- und Fernsehproduktionen wie den Actionfilm Blood & Guts oder die Musikkomödie Rock ’n’ Roll Highschool. Gelegentlich trat er auch als Schauspieler in Erscheinung. Für Orson Welles übernahm McBride im zwischen 1970 und 1976 gedrehten, aber von Welles bis zu seinem Tod 1985 nicht vollendeten Film The Other Side of the Wind die Rolle des Filmkritikers Pister. Bei der Fertigstellung des Films ab 2017 durch den Streaming-Dienst Netflix fungierte McBride als Berater.
1972 erschien seine erste Biografie über Orson Welles. Seit 1977 ist er als freischaffender Schriftsteller tätig. Sein erstes Buch über den Regisseur John Ford entstand noch in Zusammenarbeit mit Michael Wilmington. Über Welles und Ford schrieb McBride später weitere Bücher. An seiner Ford-Biografie Searching for John Ford: A Life arbeitete McBride über 30 Jahre. Die französische Übersetzung des Werks A la recherche de John Ford wurde 2007 vom französischen Filmkritikerverband Syndicat Français de la Critique de Cinéma zum besten ausländischen Filmbuch des Jahres gewählt.
McBride verfasste außerdem Werke über Filmschaffende wie Kirk Douglas, Howard Hawks, Frank Capra, Steven Spielberg, Ernst Lubitsch, Billy Wilder und George Cukor. 
Seit dem Jahr 2002 unterrichtet McBride als Hochschullehrer Drehbuchschreiben an der School of Cinema der San Francisco State University.
McBride war in erster Ehe mit Linda Mary Detra und in zweiter Ehe mit Ruth Mary O’Hara verheiratet. Aus der ersten Ehe ging eine Tochter und aus der zweiten Ehe ein Sohn hervor. Mit seiner Lebensgefährtin Ann Weiser Cornell lebt er im kalifornischen Berkeley.

## Werke (Auswahl)
- Orson Welles. Viking Press, New York, 1972, ISBN 978-0-670-52893-6.
- mit Michael Wilmington: John Ford. Da Capo Press, New York, 1975, ISBN 978-0-306-70750-6.
- Kirk Douglas. Pyramid Publications, New York, 1976, ISBN 978-0-515-04084-5.
- Orson Welles: Actor and Director. Harvest/HBJ Books, New York, 1977, ISBN 978-0-156-70170-9.
- Hawks on Hawks. University of California Press, Berkeley, 1981, ISBN 978-0-520-04344-2.
- Frank Capra: Catastrophe of Success. Faber and Faber, London, 1992, ISBN 978-0-671-73494-7.
- The Book of Movie Lists: An Offbeat, Provocative Collection of the Best and Worst of Everything in Movies. Contemporary Books, Lincolnwood, Illinois, 1999, ISBN 978-0-809-22891-1.
- Searching for John Ford: A Life. St. Martin's Press, New York, 2001, ISBN 978-0-312-24232-9.
- What Ever Happened to Orson Welles?: A Portrait of an Independent Career University Press of Kentucky, Lexington, Kentucky, 2006, ISBN 978-0-813-12410-0.
- Steven Spielberg: A Biography. (2. Ausgabe), University Press of Mississippi, Jackson, 2010, ISBN 978-1-604-73836-0.
- Writing in Pictures: Screenwriting Made (Mostly) Painless. Faber and Faber, London, 2012, ISBN 978-0-571-27437-6.
- Into the Nightmare: My Search for the Killers of President John F. Kennedy and Officer J.D. Tippit. Hightower Press, Berkeley, California, 2013, ISBN 978-1-939-79525-0.
- The Broken Places: A Memoir. Hightower Press, Berkeley, California, 2015, ISBN 978-1-943-78412-7.
- Two Cheers for Hollywood: Joseph McBride on Movies. Hightower Press, Berkeley, California, 2017, ISBN 978-1-946-20819-4.
- How Did Lubitsch Do It?  Columbia University Press, New York, 2018, ISBN 978-0-231-18644-5.
- Frankly: Unmasking Frank Capra. Hightower Press, Berkeley, California, 2019, ISBN 978-1-949-95047-2.
- Billy Wilder: Dancing on the Edge. Columbia University Press, New York, 2021, ISBN 978-0-231-20146-9.
- The Whole Durn Human Comedy: Life According to the Coen Brothers. Anthem Press, 2022 ISBN 978-1-839-98331-3.
- Political Truth: The Media and the Assassination of President Kennedy. Hightower Press, Berkeley, California, 2022, ISBN 978-1-939-79561-8.
- George Cukor's People: Acting for a Master Director. Columbia University Press, New York, 2025, ISBN 978-0-231-21082-9.

## Filmografie
Drehbuch
- 1978: Blood & Guts
- 1979: Rock ’n’ Roll Highschool
- 1980–1984: Salut für … (AFI Life Achievement Award, Dokumentarserie, 4 Episoden)
- 1982: Let Poland be Poland (Fernsehdokumentation)
- 1998: AFI 100 Years 100 Movies: America's Greatest Movies (Dokumentarserie, 1 Episode)

Schauspieler
- 1975: Wild Party
- 1976: In Hollywood ist der Teufel los (Hollywood Boulevard)
- 1976: Cannonball (Cannonball!)
- 1978: Das große Abenteuer im Ballon (Olly, Olly, Oxen Free)
- 1978: Blood & Guts
- 1979: Rock ’n’ Roll Highschool
- 2018: The Other Side of the Wind

Co-Produzent
- 1997: Obsessed with Vertigo (Dokumentarfilm)
- 2002: John Ford Goes to War (Dokumentarfilm)

## Auszeichnungen und Nominierungen
- 1972: Auszeichnung mit dem Best Nonfiction Book Award des Wisconsin Council for Creative Writers für seine Biografie Orson Welles[6]
- 1981: Nominierung für den Emmy in der Kategorie Outstanding Writing in a Variety, Music or Comedy Program für sein Drehbuch zu The American Film Institute Salute to Lillian Gish (mit George Stevens junior)[7]
- 1984: Nominierung für den Emmy in der Kategorie Outstanding Writing in a Variety, Music or Comedy Program für sein Drehbuch zu The American Film Institute Salute to Fred Astaire (mit George Stevens junior)[7]
- 2007: Auszeichnung für das beste ausländische Filmbuch des Jahres durch den französischen Filmkritikerverband Syndicat Français de la Critique de Cinéma für seine Biografie A la recherche de John Ford[4]
- 2010: Auszeichnung mit dem Sonderpreis Boccalino d'Oro des Locarno Film Festival für die Kuratierung einer Retrospektive zu Ernst Lubitsch[8]

## Dokumentarfilm
- Behind the Curtain: Joseph McBride on Writing Film History. Regie: Hart Perez, 2011, USA.